# Sainte-Eulalie (Ardèche)
Pour les articles homonymes, voir Sainte-Eulalie.
Sainte-Eulalie est une commune française située dans le département de l'Ardèche, en région Auvergne-Rhône-Alpes.

## Géographie

### Situation et description
La commune de Sainte-Eulalie  est située dans le département de l'Ardèche, à proximité du massif du Mézenc qui domine le plateau ardéchois et les monts du Vivarais. L'ensemble du territoire est localisé en zone de moyenne montagne, dans la partie du Massif central appelée Haut-Vivarais et par voie de conséquence rattachée à la communauté de communes de la Montagne d'Ardèche dont le siège est fixé à Coucouron.

### Communes limitrophes
Sainte-Eulalie est limitrophe de six communes, toutes situées dans le département de l'Ardèche et réparties géographiquement de la manière suivante :

### Géologie et relief
Les points culminants de la commune sont atteints au sommet du Sépoux et au suc de Séponet.

### Climat
Pour des articles plus généraux, voir Climat d'Auvergne-Rhône-Alpes et Climat de l'Ardèche.
En 2010, le climat de la commune est de type climat de montagne, selon une étude du CNRS s'appuyant sur une série de données couvrant la période 1971-2000. En 2020, Météo-France publie une typologie des climats de la France métropolitaine dans laquelle la commune est exposée à un climat de montagne ou de marges de montagne et est dans la région climatique  Sud-est du Massif Central, caractérisée par une pluviométrie annuelle de 1 000 à 1 500 mm, minimale en été, maximale en automne. 
Pour la période 1971-2000, la température annuelle moyenne est de 7 °C, avec une amplitude thermique annuelle de 15,6 °C. Le cumul annuel moyen de précipitations est de 1 262 mm, avec 10,9 jours de précipitations en janvier et 6,3 jours en juillet. Pour la période 1991-2020, la température moyenne annuelle observée sur la station météorologique de Météo-France la plus proche, « Cros Géorand », sur la commune de Cros-de-Géorand à 5 km à vol d'oiseau, est de 8,0 °C et le cumul annuel moyen de précipitations est de 1 410,4 mm,. Pour l'avenir, les paramètres climatiques de la commune estimés pour 2050 selon différents scénarios d'émission de gaz à effet de serre sont consultables sur un site dédié publié par Météo-France en novembre 2022.

### Hydrographie
Une des sources d'un affluent de la Loire, se trouve à Sainte-Eulalie, non loin de la source officielle située au pied du mont Gerbier-de-Jonc.

## Urbanisme

### Typologie
Au 1er janvier 2024, Sainte-Eulalie est catégorisée commune rurale à habitat très dispersé, selon la nouvelle grille communale de densité à 7 niveaux définie par l'Insee en 2022.
Elle est située hors unité urbaine et hors attraction des villes,.

### Occupation des sols
L'occupation des sols de la commune, telle qu'elle ressort de la base de données européenne d’occupation biophysique des sols Corine Land Cover (CLC), est marquée par l'importance des forêts et milieux semi-naturels (70,2 % en 2018), en diminution par rapport à 1990 (72,7 %). La répartition détaillée en 2018 est la suivante : 
forêts (35,8 %), milieux à végétation arbustive et/ou herbacée (34 %), prairies (28,5 %), zones agricoles hétérogènes (1,3 %), espaces ouverts, sans ou avec peu de végétation (0,4 %).
L'évolution de l’occupation des sols de la commune et de ses infrastructures peut être observée sur les différentes représentations cartographiques du territoire : la carte de Cassini (XVIIIe siècle), la carte d'état-major (1820-1866) et les cartes ou photos aériennes de l'IGN pour la période actuelle (1950 à aujourd'hui).

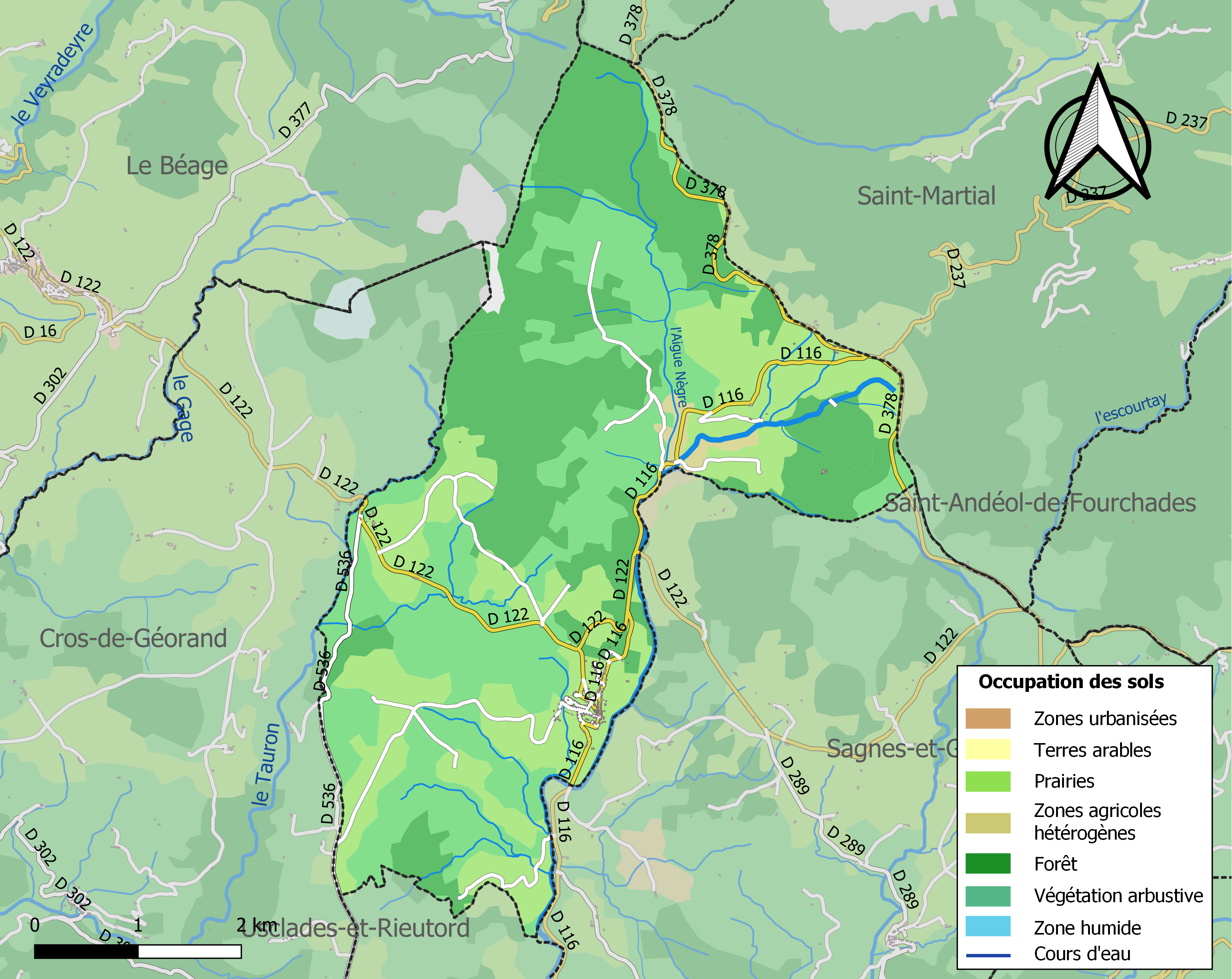
Carte des infrastructures et de l'occupation des sols de la commune en 2018 (CLC).

### Risques naturels

#### Risques sismiques
L'ensemble du territoire de la commune de Sainte-Eulalie est situé en zone de sismicité no 2 (sur une échelle de 5), comme la plupart des communes situées sur le plateau et la montagne ardéchoise.
| Type de zone | Niveau           | Définitions (bâtiment à risque normal) |
| ------------ | ---------------- | -------------------------------------- |
| Zone 2       | Sismicité faible | accélération = 1,1 m/s2                |

## Politique et administration

### Liste des maires
| Période                                  | Période  | Identité         | Étiquette | Qualité              |
| ---------------------------------------- | -------- | ---------------- | --------- | -------------------- |
| Les données manquantes sont à compléter. |          |                  |           |                      |
|                                          | 1985     | Marcel Jourdan   |           |                      |
| 1985                                     | 2020     | Joseph Peyronnet | UMP-LR    | Agriculteur retraité |
| 2020                                     | En cours | Franck Méjean    | SE        | Artisan              |

## Population et société

### Démographie
L'évolution du nombre d'habitants est connue à travers les recensements de la population effectués dans la commune depuis 1793. Pour les communes de moins de 10 000 habitants, une enquête de recensement portant sur toute la population est réalisée tous les cinq ans, les populations de référence des années intermédiaires étant quant à elles estimées par interpolation ou extrapolation. Pour la commune, le premier recensement exhaustif entrant dans le cadre du nouveau dispositif a été réalisé en 2004.

En 2022, la commune comptait 209 habitants, en évolution de −2,34 % par rapport à 2016 (Ardèche : +2,48 %, France hors Mayotte : +2,11 %).
| 1793 | 1800 | 1806  | 1821 | 1831 | 1836 | 1841 | 1846 | 1851 |
| ---- | ---- | ----- | ---- | ---- | ---- | ---- | ---- | ---- |
| 809  | 597  | 1 056 | 553  | 601  | 629  | 628  | 669  | 605  |

| 1856 | 1861 | 1866 | 1872 | 1876 | 1881 | 1886 | 1891 | 1896 |
| ---- | ---- | ---- | ---- | ---- | ---- | ---- | ---- | ---- |
| 695  | 629  | 645  | 620  | 613  | 665  | 742  | 712  | 680  |

| 1901 | 1906 | 1911 | 1921 | 1926 | 1931 | 1936 | 1946 | 1954 |
| ---- | ---- | ---- | ---- | ---- | ---- | ---- | ---- | ---- |
| 711  | 730  | 703  | 688  | 645  | 574  | 533  | 518  | 503  |

| 1962 | 1968 | 1975 | 1982 | 1990 | 1999 | 2004 | 2006 | 2009 |
| ---- | ---- | ---- | ---- | ---- | ---- | ---- | ---- | ---- |
| 444  | 388  | 349  | 314  | 302  | 253  | 240  | 235  | 230  |

| 2014 | 2019 | 2022 | - | - | - | - | - | - |
| ---- | ---- | ---- | - | - | - | - | - | - |
| 218  | 216  | 209  | - | - | - | - | - | - |

### Manifestations culturelles et festivités
Sainte-Eulalie célèbre chaque année la fête de la violette, le dimanche qui suit le 12 juillet. Une foire et de nombreuses activités sont alors proposées.
Jusqu'à 2003, le bal des violettes avait lieu la veille. Il fut ensuite remplacé par le festival des violettes de 2003 à 2013.
Dès 2014, le bal des violettes reprend sa place.

### Enseignement
La commune est rattachée à l'académie de Grenoble.

### Médias
Deux organes de presse écrite sont distribués dans la commune :
- L'Hebdo de l'Ardèche

Il s'agit d'un journal hebdomadaire français basé à Valence et diffusé à Privas depuis 1999. Il couvre l'actualité pour tout le département de l'Ardèche.
- Le Dauphiné libéré

Il s'agit d'un journal quotidien de la presse écrite française régionale distribué dans la plupart des départements de l'ancienne région Rhône-Alpes, notamment l'Ardèche. La commune est située dans la zone d'édition du centre-Ardèche (Privas).
Ici Drôme Ardèche est la station de radio publique locale émettant sur le secteur de Privas et sur les territoires des départements de l'Ardèche et de la Drôme.

### Cultes
La communauté catholique et l'église de Saine-Eulalie (propriété de la commune) sont rattachées à la paroisse Notre-Dame de la Montagne, elle-même rattachée au diocèse de Viviers.

## Culture locale et patrimoine

### Lieux et monuments
- Sources de la Loire (partagées avec Saint-Martial).
- Église Sainte-Eulalie de Sainte-Eulalie.
- Ferme Rudel, inscrite au titre des monuments historiques en 1984.
- Ferme Andéol, inscrite au titre des monuments historiques en 1985.
- Ferme de Clastres[21],[22], classée au titre des monuments historiques en 1984.

Cette ferme de Montagne ardéchoise a la particularité de posséder une double couverture. Une partie étable au toit de genêts et une partie habitation couverte de lauzes. Son nom a pour origine « cloître » car le bâtiment originel servait d'hébergement aux moines de l'abbaye Saint-Chaffre du Monastier-sur-Gazeille.
- Ferme Philip, inscrite au titre des monuments historiques le 23 mars 2018.

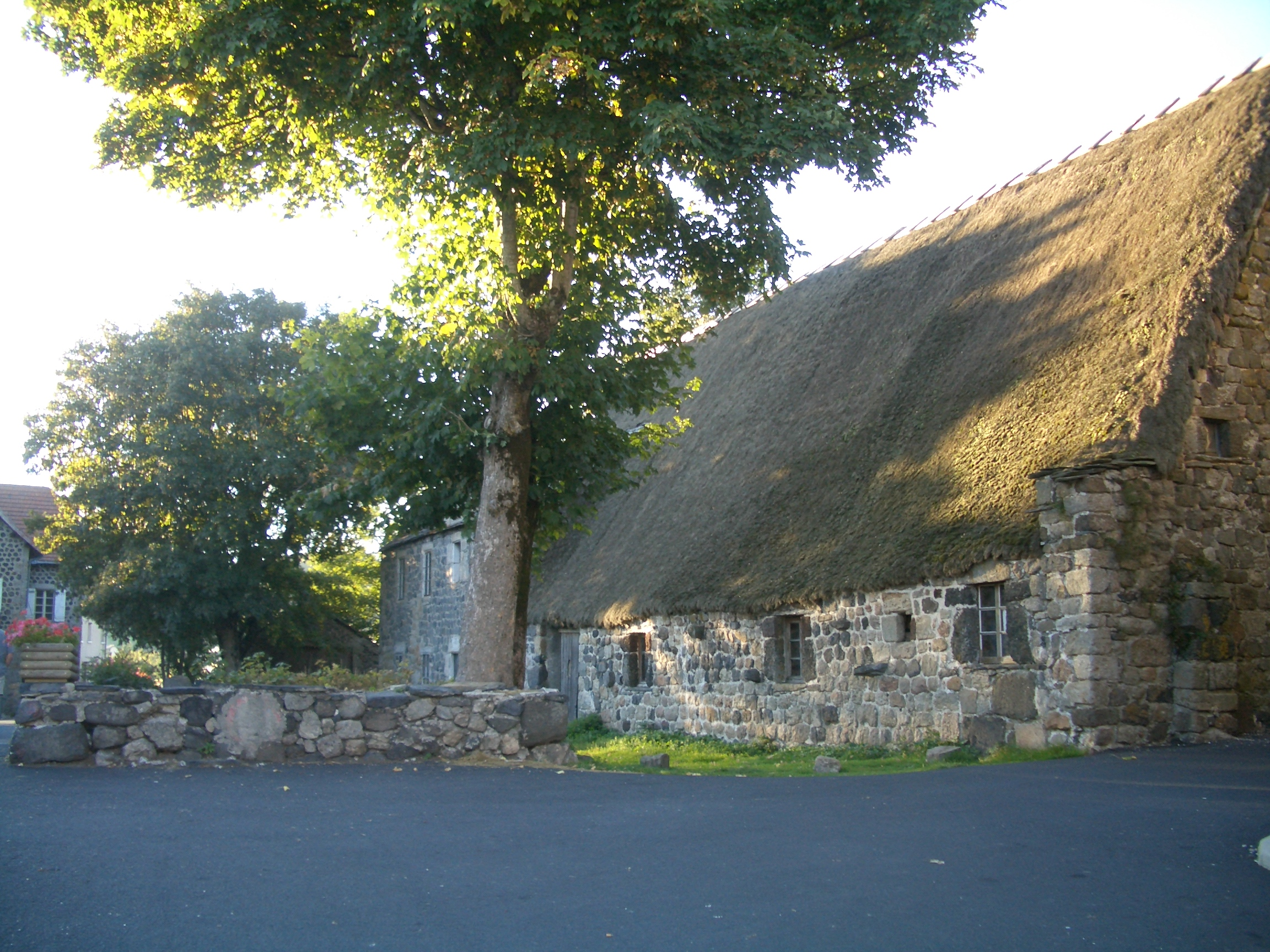
Maison au toit de chaume.

### Personnalités liées à la commune
- Nannette Lévesque (1803-1880), conteuse et chanteuse française, y est née.

### Héraldique
|  | Sainte-Eulalie (Ardèche) possède des armoiries dont l'origine et le blasonnement exact ne sont pas disponibles. |